# Hornicko historický spolek Západočeských uhelných dolů
Hornicko historický spolek Západočeských uhelných dolů (HHS ZUD) je spolek bývalých horníků a příznivců hornictví připomínající historii těžby černého uhlí na Plzeňsku.

## Ukončení těžby uhlí v západních Čechách
S koncem března 1995 skončila těžba na posledním černouhelném dole v západních Čechách a u této příležitosti se 31. března 1995 v nýřanském Společenském a kulturním centru (SKC) uskutečnilo shromáždění horníků a zaměstnanců Západočeských uhelných dolů. Uzavřela se kapitola hornictví, která trvala déle než 200 let.

## Vznik spolku
Ke 20. výročí ukončení těžby v posledním černouhelném dole v plzeňské pánvi Krimich II. v Tlučné byl na schůzi v Národním domě v Chotěšově 31. března 2015 založen Hornický historický spolek (HHS ZUD), přesně na výročí uzavření dolu. Při založení měl spolek 69 členů a zájemců z řad bývalých horníků, jejich rodinných příslušníků a příznivců. Ustavující členská schůze se konala 12. května 2015 v SKC Nýřany. HHS ZUD sdružuje obce Bělá nad Radbuzou, Blatnice, Dobřany, Domažlice, Dýšiná, Chlebnice, Chotěšov, Klenčí pod Čerchovem, Líně, Mantov, Nýřany, Plzeň, Přeštice, Radnice, Stod, Tlučná, Touškov, Úherce, Vejprnice a Zbůch.
Spolek má vlastní prapor, znak, používá hornickou hymnu "Hornický stav budiž velebený", která byla poprvé uvedena roce 1880 ve zpěvníku Commersbuch der Wiener Studenten. Od roku 1895 je otiskována v hornických zpěvnících a je pokládána za hornickou hymnu.

## Činnost spolku
Již v roce 2015 byl spolek přijat do Svazu hornických historických spolků ČR (SHHS ČR), který sdružuje 29 hornických historických spolků.
V České republice je mnoho hornických muzeí, expozic, štol apod., které provozují a stará se o ně velké množství nadšenců. Členové spolku začali sbírat artefakty pro Muzeum hornictví v regionu ve Zbůchu, připravují naučnou stezku po starých důlních dílech Plzeňska, připravují trvalou expozici hornictví v lesoparku v Tlučné, pořádají přednášky pro školy. Pod patronací mají památník 11 obětí tragédie na dole August v Týnci, který je v Chotěšově. Pořádají zájezdy na akce jiných hornických spolků, v roce 2018 budou zahájeny práce na zpřístupnění starých důlních děl na Břasku a naučné stezce hornictví na Nýřansku.
V roce 2015 byl pod vedením doktorandů a akademických pracovníků Fakulty architektury Českého vysokého učení technického a Výzkumného centra průmyslového dědictví uspořádán mezioborový studentský workshop Zbůch 2015 aneb Vize pro znovuobjevování hornické kulturní krajiny Plzeňska. Cílem bylo hledání nových přístupů a cest k rozvoji transformujícího se mikroregionu Západočeské uhelné pánve a jejího centra - obce Zbůch.